# NGC 1008
NGC 1008 è una galassia ellittica situata nella costellazione della Balena, a una distanza di circa 303 milioni di anni luce dalla nostra Via Lattea.

## Scoperta
La galassia è stata scoperta il 15 gennaio 1865 dall'astronomo tedesco Albert Marth.